# Hamburg Sea Devils (ELF)
Gli Hamburg Sea Devils sono una squadra di football americano, di Amburgo, in Germania, fondata nel 2020.
Il 9 marzo 2021 è stato annunciato che la ELF e la NFL hanno trovato un accordo sull'utilizzo da parte della lega europea dei nomi Sea Devils e Galaxy rispettivamente per le squadre di Amburgo e Francoforte sul Meno.

## Dettaglio stagioni

### Tornei internazionali

#### ELF
| Stagione | regular season | regular season | regular season | regular season | regular season | regular season | playoff | playoff | playoff | playoff | playoff | playoff               | playoff          |
|          | Vin            | Par            | Per            | Tot            | PF             | PS             | Vin     | Per     | Tot     | PF      | PS      | risultato             | avversaria       |
| -------- | -------------- | -------------- | -------------- | -------------- | -------------- | -------------- | ------- | ------- | ------- | ------- | ------- | --------------------- | ---------------- |
| 2021     | 7              | 0              | 3              | 10             | 280            | 172            | 1       | 1       | 2       | 60      | 59      | ELF Championship Game | Frankfurt Galaxy |
| Totale   | 7              | 0              | 3              | 10             | 280            | 172            | 1       | 1       | 2       | 60      | 59      |                       |                  |

Fonti: Enciclopedia del Football - A cura di Roberto Mezzetti

### Riepilogo fasi finali disputate
| Anno              | Luogo      | Evento | Fase del torneo       | Incontro                              | Risultato |
| 26 settembre 2021 | Düsseldorf | ELF    | ELF Championship Game | Hamburg Sea Devils - Frankfurt Galaxy | 30 - 32   |